# Col de la Madeleine
De Col de la Madeleine is een bergpas in de Franse Alpen, in het departement Savoie.
De bergpas is vooral bekend vanwege wielrenetappes in de Ronde van Frankrijk. De Col de la Madeleine is 25 keer in de Ronde van Frankrijk opgenomen. De eerste keer was in 1969, de recentste keer in 2025.
In 1997 kreeg Jan Ullrich het zwaar te verduren toen in de afdaling van de Col du Glandon vijf renners van de Festinaploeg wegreden bij de slecht dalende Ullrich. Op de Col de la Madeleine reden Richard Virenque en Laurent Dufaux weg van hun ploeggenoten. In de achtervolging toonde Bjarne Riis zich een ware ploegmaat voor Jan Ullrich en verkleinde de achterstand seconde per seconde. In 1996 was Riis nog de kopman en Ullrich de meesterknecht van de ploeg. Het machtsvertoon van Festina zakte in elkaar want Bjarne Riis hielp Ullrich ook door de afdaling van de Madeleine heen. Op de slotklim probeerde Virenque weer weg te komen. Ditmaal liet Ullrich zich niet verschalken. In 1998, tijdens het dopingschandaal rond de Festinaploeg, werd nog weleens argwanend teruggekeken naar het opmerkelijke staaltje van de Festinaploeg in deze etappe.

## Eerste doorkomst op de Madeleine tijdens de Tour de France
- 1969 :  Andrés Gandarias
- 1973 :  Jean-Pierre Danguillaume
- 1975 :  Francisco Galdós
- 1977 :  André Chalmel
- 1979 :  Lucien Van Impe
- 1980 :  Mariano Martínez
- 1981 :  Lucien Van Impe
- 1983 :  Lucien Van Impe
- 1984 :  Pedro Delgado
- 1987 :  Anselmo Fuerte
- 1988 :  Henri Abadie
- 1990 :  Thierry Claveyrolat
- 1994 :  Pjotr Oegroemov
- 1995 :  Richard Virenque
- 1996 :  Richard Virenque
- 1997 :  Richard Virenque
- 1998 :  Jan Ullrich
- 2000 :  Massimiliano Lelli
- 2001 :  Laurent Roux
- 2002 :  Michael Boogerd
- 2004 :  Gilberto Simoni
- 2005 :  Santiago Botero
- 2010 :  Anthony Charteau
- 2012 :  Peter Velits
- 2013 :  Pierre Rolland
- 2018 :  Julian Alaphilippe
- 2020 :  Richard Carapaz
- 2025 :  Jonas Vingegaard